# Hafizabad
Hafizabad é uma cidade do Paquistão localizada na província de Punjab.